# Gornje Krečane (Modriča)
Gornje Krečane (szerbül: Горње Кречане), település Bosznia-Hercegovinában, Modriča községben, a Szerb Köztársaság északi régiójában. Gornje Krečane településnek a Boszniai Szerb Köztársasághoz került része.

## Fekvése
A település Bosznia-Hercegovina északi részén, Dobojtól légvonalban 25, közúton 49 km-re északkeletre, községközpontjától légvonalban 10, közúton 23 km-re délre, a Trebava-hegység területén, 234-391 méteres magasságban fekszik.

## Népessége
| Nemzetiségi csoport | Népesség 1991 | Népesség 2013 |
| ------------------- | ------------- | ------------- |
| Szerb               | 285           | 38            |
| Bosnyák             | 0             | 0             |
| Horvát              | 1             | 0             |
| Jugoszláv           | 0             | 0             |
| Egyéb               | 3             | 0             |
| Összesen            | 289           | 38            |

## Története
A település 1878-ig tartozott az Oszmán Birodalomhoz. Ekkor a berlini kongresszus határozata alapján az Osztrák-Magyar Monarchia része lett. A monarchia szétesésével 1918-ban előbb a Szerb-Horvát-Szlovén Királyság, majd 1929-től a Jugoszláv Királyság része lett. Az 1929-es törvény értelmében, amikor Bosznia-Hercegovinát négy banovinára, Drinskára, Vrbaskára, Zetskára és Primorskára osztották, a település a Vrbaska banovina (Orbászi Bánság) része lett, amelynek székhelye Banja Luka volt. 1939-ben a közigazgatás átszervezésével a Hrvatska banovina (Horvát Bánság) része lett.
A második világháborúban Jugoszlávia megszállása után a Független Horvát Állam (NDH) része lett. A második világháború után 1992-ig a település a szocialta Jugoszlávia keretében a Bosznia-Hercegovinai Népköztársaság része volt. A boszniai háborút lezáró daytoni békeszerződés rendelkezése alapján az ország területét felosztották a Bosznia-hercegovinai Föderáció és a boszniai Szerb Köztársaság között. A békeszerződés utáni területmegosztási megállapodás értelmében a település a Boszniai Szerb Köztársasághoz került. 

## Nevezetességei
Szent Márk apostol és evangélista tiszteletére szentelt ortodox temploma. A templom mérete 8,5x5,5 méter, építése 1990-ben kezdődött, és ugyanebben az évben Vaszilje, Zvornik-Tuzla püspöke szentelte fel az alapokat. Ugyanez a püspök szentelte fel a templomot 1991-ben. A templomot 1991-ben részben kifestették. A boszniai háború (1992-1995) alatt a bosznia-hercegovinai muszlim hadsereg megrongálta, de a háború után felújították.